# Palazzo Cavalli-Franchetti

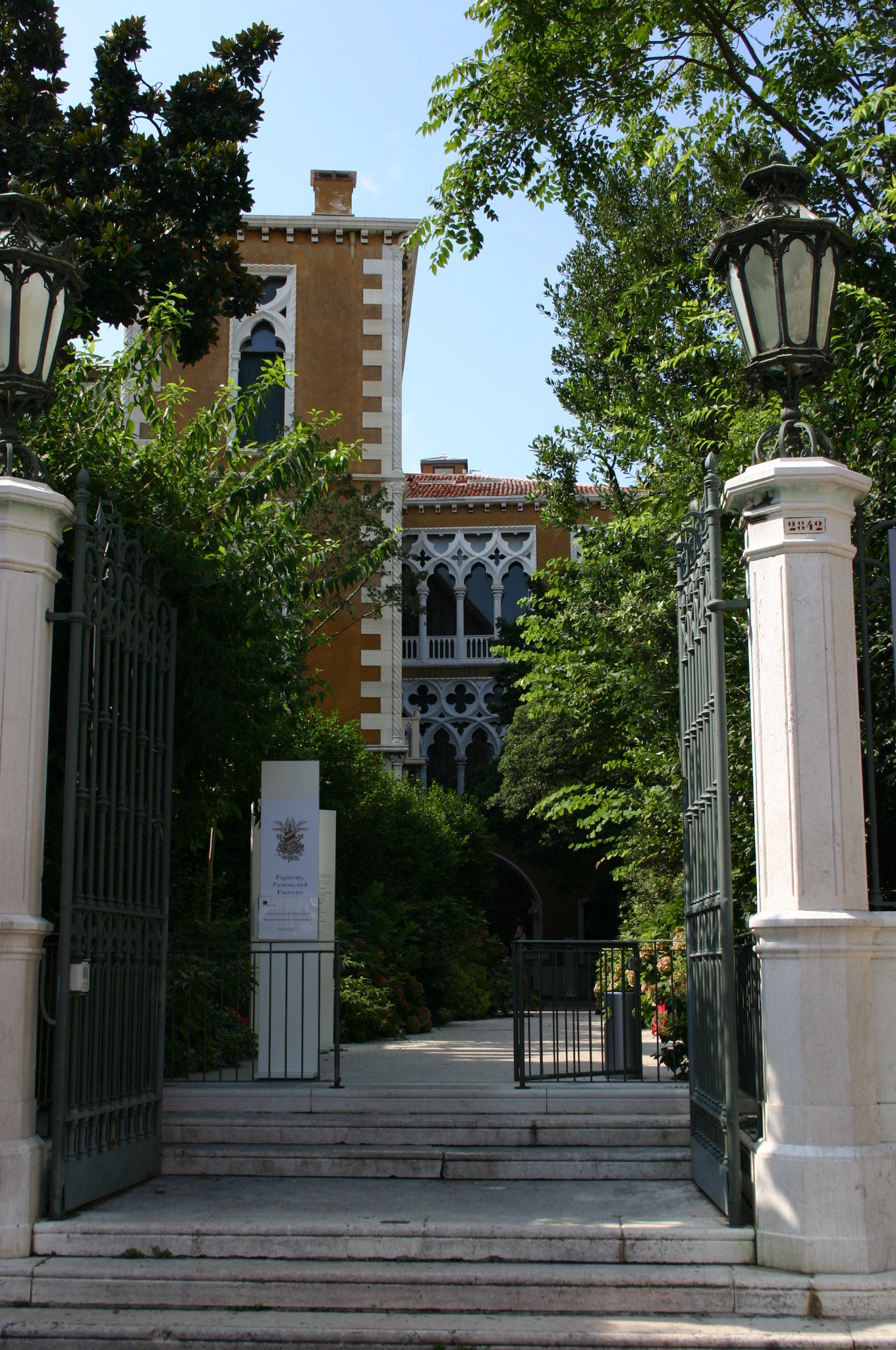
L'accesso al palazzo da campo Santo Stefano.

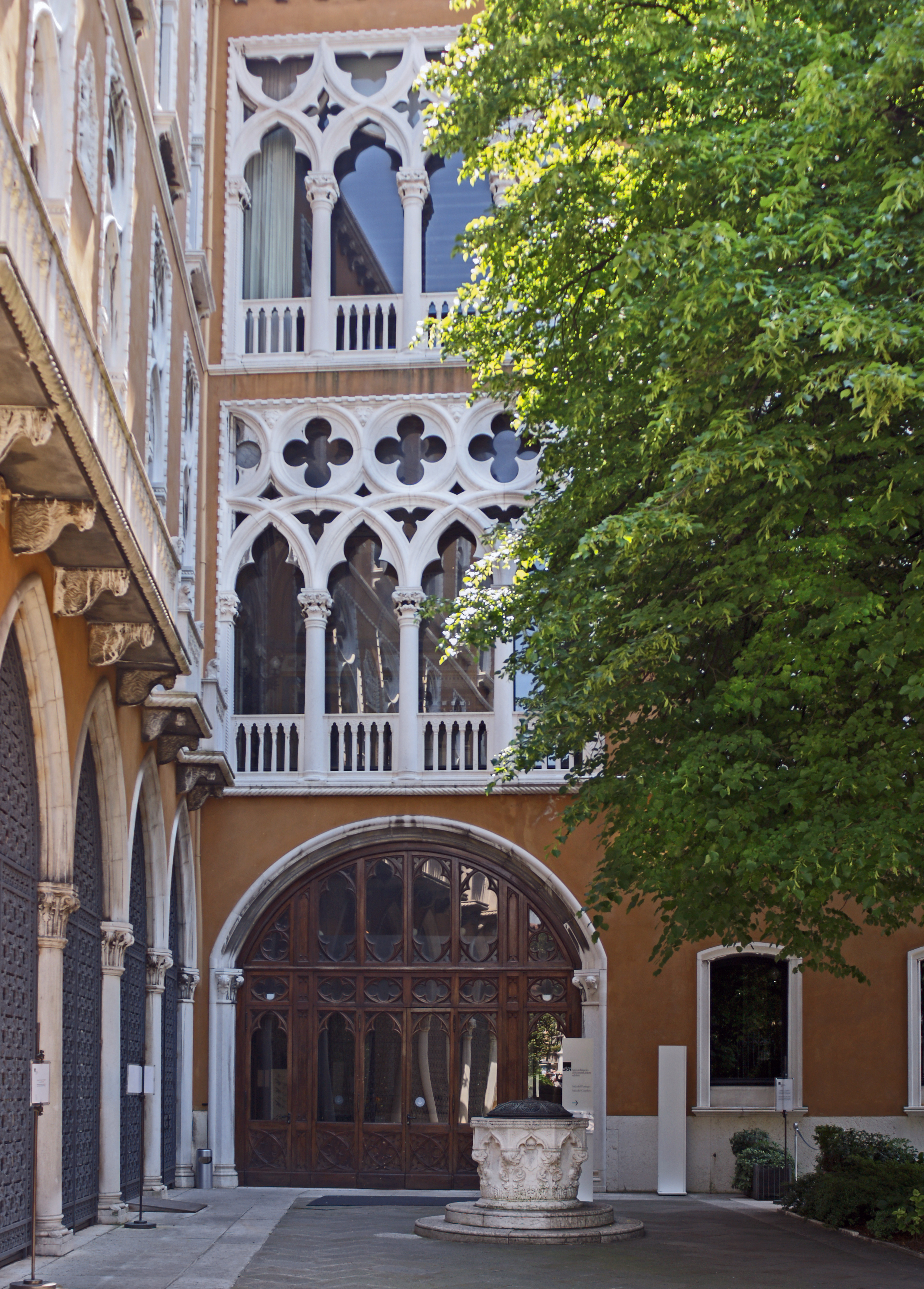
La corte e il pozzo

Palazzo Cavalli-Franchetti, o semplicemente Palazzo Franchetti, è un edificio di Venezia ubicato nel sestiere di San Marco, nelle immediate vicinanze del ponte dell'Accademia. Si prolunga posteriormente in Campo Santo Stefano, vicino alla chiesa di San Vidal.
Dal 1999 appartiene all'Istituto veneto di scienze, lettere ed arti, che vi ospita frequenti manifestazioni culturali e mostre.

## Storia
Edificato nella seconda metà del Quattrocento in stile gotico dai Marcello, vi abitarono in seguito anche i Gussoni ed i Cavalli. Nel 1847 fu ceduto al giovane arciduca Federico Ferdinando d'Asburgo-Teschen, comandante superiore della marina da guerra imperiale. Federico elimina le vecchie divisioni tra la parte Cavalli e quella Gussoni e riunifica quindi l'unità edilizia; oltre a questo, avvia, per quanto attiene agli interni del palazzo, un consistente lavoro di ammodernamento funzionale.
Nell'Ottocento passò ad Enrico, conte di Chambord, che ne affidò una prima ristrutturazione all'architetto Giovanni Battista Meduna. Meduna, sotto la attenta vigilanza degli intendenti di corte, non apporterà al palazzo solo una massiccia serie di trasformazioni, ma ne riprogetterà, in un certo senso, ragioni e logica, avviandolo a divenire uno degli emblemi dell'Ottocento veneziano.
Nel 1878 fu acquistato dal barone Raimondo Franchetti, padre di Alberto, compositore, e di Giorgio (fautore del recupero della Ca' d'Oro). I Franchetti avviarono radicali restauri, condotti da Camillo Boito, tanto che per gran parte del palazzo si potrebbe parlare di neogotico.
Nel settembre 1922 la vedova, Sarah Luisa de Rothschild, cede il palazzo all'Istituto federale di credito per il risorgimento delle Venezie, che procede ad una nuova fase di lavori e adattamenti funzionali. Viene realizzata la nuova scala con ascensore e vengono demoliti vari rami di scale interne; riallestito con materiali Fortuny e mobili "in stile", non sempre di grande gusto; adattati i ballatoi metallici alle nuove esigenze d'ufficio. Questa fase di lavori ebbe il suo più imponente e significativo intervento nella sistemazione del secondo piano nobile, con la creazione di un immenso mobile-boiserie per il Casellario centrale. Si tratta di una magistrale libreria e scaffalatura neogotica di sorprendente qualità ed effetto, servita per il piano superiore dalle due scalette a chiocciola, disposte specularmente a uno dei capi della sala (la lavorazione si rifà esplicitamente alle linee dello scalone boitiano).

## Architettura

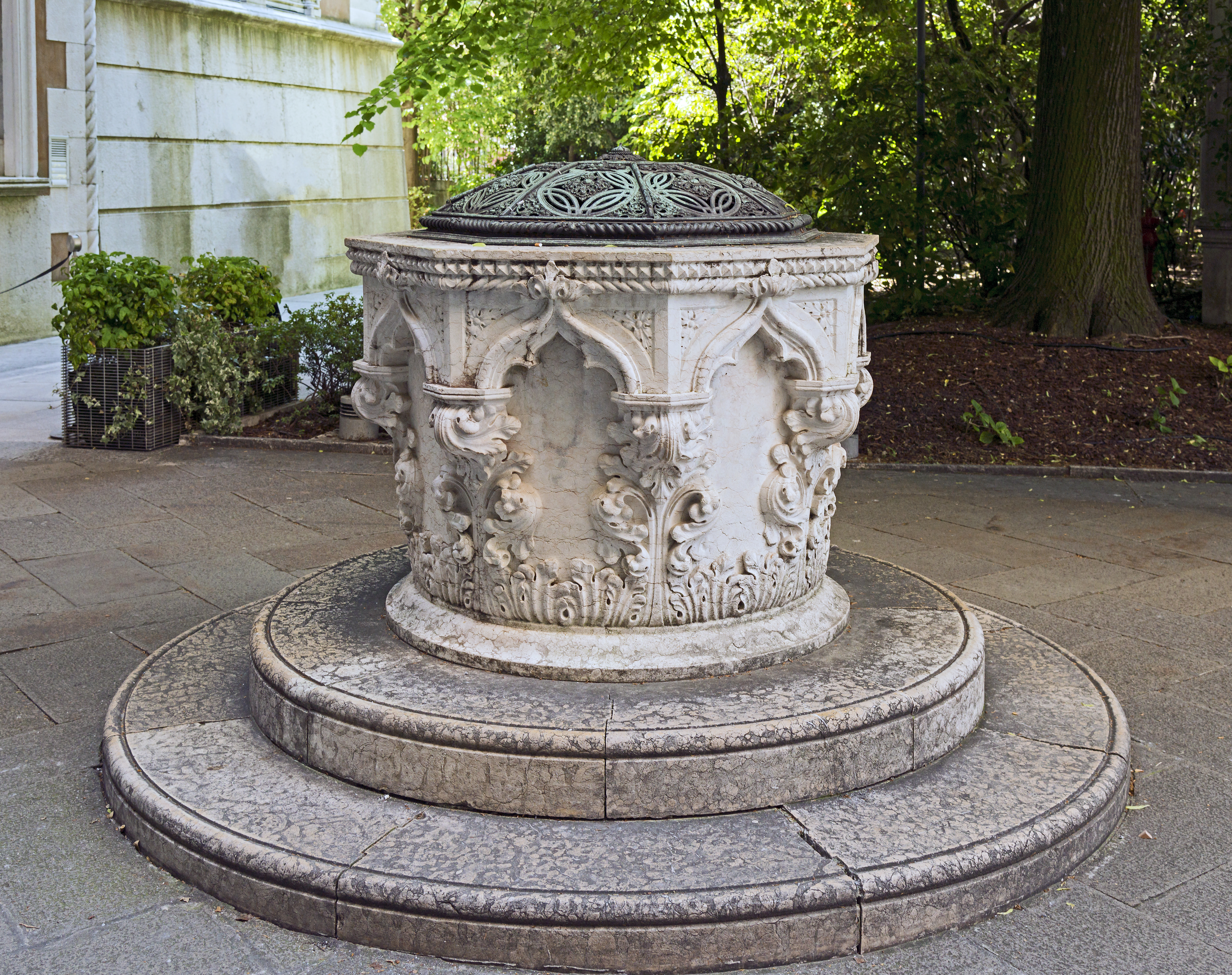
Il Pozzo

Si tratta di un notevolissimo esempio di architettura gotica, uno dei più prestigiosi tra quelli siti nella città lagunare. La facciata, che risale al XV secolo, è stata però ristrutturata pesantemente, seguendo i canoni del neogotico veneziano: l'apparato decorativo esterno appare, infatti, distante dalla semplicità formale tipica di molti altri edifici gotici veneziani.
Denunciano questa tipicità, in particolar modo, le pentafore dei due piani nobili, contraddistinte da caratteristici trafori simili a quelli di Palazzo Pisani Moretta. Quella del primo piano nobile è caratterizzata da archi intrecciati, decorati da quadrilobi soprelevati rispetto alla tradizionale disposizione che li vede vicini al capitello, e da balconcino aggettante centrale; quella del secondo piano nobile presenta invece quadrilobi posti all'apice dell'arco ed è priva di balcone. Questa composizione è affiancata da altri numerosi fori, simili alle pentafore per disegno; fanno eccezione le monofore del secondo piano, che sono ad ogiva, e il portale d'acqua.
La facciata laterale, che insiste su un ampio giardino, propone invece un disegno più solido, caratterizzato da sette monofore per piano: questa relativa semplicità si perde però nel fronte posteriore, che ricalca quello anteriore e aggiunge persino ampie vetrate al pianterreno.
La pianta dell'edificio, nella sua complessità, ricalca lo schema tipico del Palazzo veneziano: è contraddistinta da portego centrale, affiancato da sale di minor entità. 
L'edificio presenta due scale interne, che si affacciano specularmente su un vasto atrio, illuminato da quadrifora: una delle due è il celebre scalone disegnato da Camillo Boito e sito in un oblungo corpo posteriore, staccato dall'edificio principale, con il concorso dello scultore Augusto Felici, dell'ornatista Carlo Matscheg e dell'ingegnere Manetti, i quali crearono un'architettura profondamente mutata grazie a ornati dipinti, marmi intagliati, ferri fusi e battuti, pietre lavorate, lampade e arredi di gusto eclettico, che denunciano una (dubbia) scelta storicistica, in linea con le istanze dell'epoca.
La struttura si conclude con un'ala posteriore, che presenta locali in successione.